# Слово про князів
Слово про князів — літературна пам'ятка, яку традиційно відносять до XII ст. зустрічається в рукописах під заголовком «Похвала і мучення святих мученик Бориса і Гліба», «Слово похвальне на перенесення святих страстотерпець Бориса і Гліба», «Тиждень 18 по усіх святих Слово про князів». Приводом до написання твору були князівські усобиці, що роздирали Русь. Основний його пафос полягає в тому, щоб переконати сучасних йому князів відмовитися від звад і братовбивчих воєн, що призводять до розколу Русі. «Учуйте князі, котрі противляться старішій братії й війну позводять і поганих на свою братію призивають», — викликує автор. Він згадує святих Бориса і Гліба, що явили приклад братньої слухняності. «Цих наслідуйте, цих образ майте, у цих вчіться!», — настійливо просить він. Нехай образи не стануть приводом до зради, хто образу «стерпить і мир хто розпочне, той з ним від Бога рівну мзду отримає». Автор закликає князів пам'ятати про славне минуле свого роду. Прикладом, гідним наслідування, він вважає чернігівського князя Давида Святославича, який помер в 1-й чв. XII ст., «притчу» про праведну, миролюбну вдачу якого він наводить. Цей князь, «святих Бориса і Гліба брат, той Давид ні з ким ворожнечі не мав. А як хто рать на нього здіймав, він покорою своєю рать припиняв. Княжив у Чернігові, у великім княжінні, тому що старшим був серед братії своєї. А як хто кривду чинив йому з братів, він же усе перебирав на себе. Коли хрест кому цілував, усе життя своє не відступав. Якщо хто не додержувався цілування, він однаково додержувавсь, нікого не скривдив і зла не створив. Брати ж його бачучи таким його, усі його слухали, наче батька, й корились йому, як володарю. У тиші великій було княжіння його». И за те, що він «заповідь Господню виконав», у своєму житті земному ні з ким ніколи не ворогував. Бог прославив його під час кончини князя ангел з'явився в голубиному образі і сіл йому на груди, «храм сповнився благими пахощами», «сонце зайти не посміло, поки не покладене було тіло святе в труну».
С. дійшло лише в рукописах XV—XVII ст., знайдене М. П. Погодіним і опубліковано ним у 1843 р. в уривках. Кілька списків твору було виявлено й уривки з нього опубліковані Х. М. Лопаревим у 1894 р. С. відносять до творів ораторської прози.

## Видання
Слово похвальное на перенесение мощей св. Бориса и Глеба: Неизданный памятник XII ст. / Сообщение X. Лопарева.—СПб., 1894 (ПДП, № 98), Слово о князьях / Перевод и комм. И. П. Еремина // Художественная проза Киевской Руси XI—XIII вв.—М., 1957.—С. 237—239, 330—333; То же / Подг. текста М. В. Рождественской; Перевод и комм. И. П. Еремина // ПЛДР: XII век.—М., 1980—С. 338—343, 671—674; То же // Повести Древней Руси,— С. 346—351, 553—604. Тисяча років української суспільно-політичної думки. У 9-ти т. — К., 2001. — Том I. — 408—412.